# Strada provinciale 166 della Val d'Ossola
La strada provinciale 166 della Val d'Ossola (SP 166) è un'importante strada provinciale italiana della provincia del Verbano-Cusio-Ossola. Costituisce il vecchio tracciato della strada statale 33 del Sempione da Ornavasso all'inizio del territorio comunale di Varzo, sostituito poi dalla nuova superstrada nel 1985.

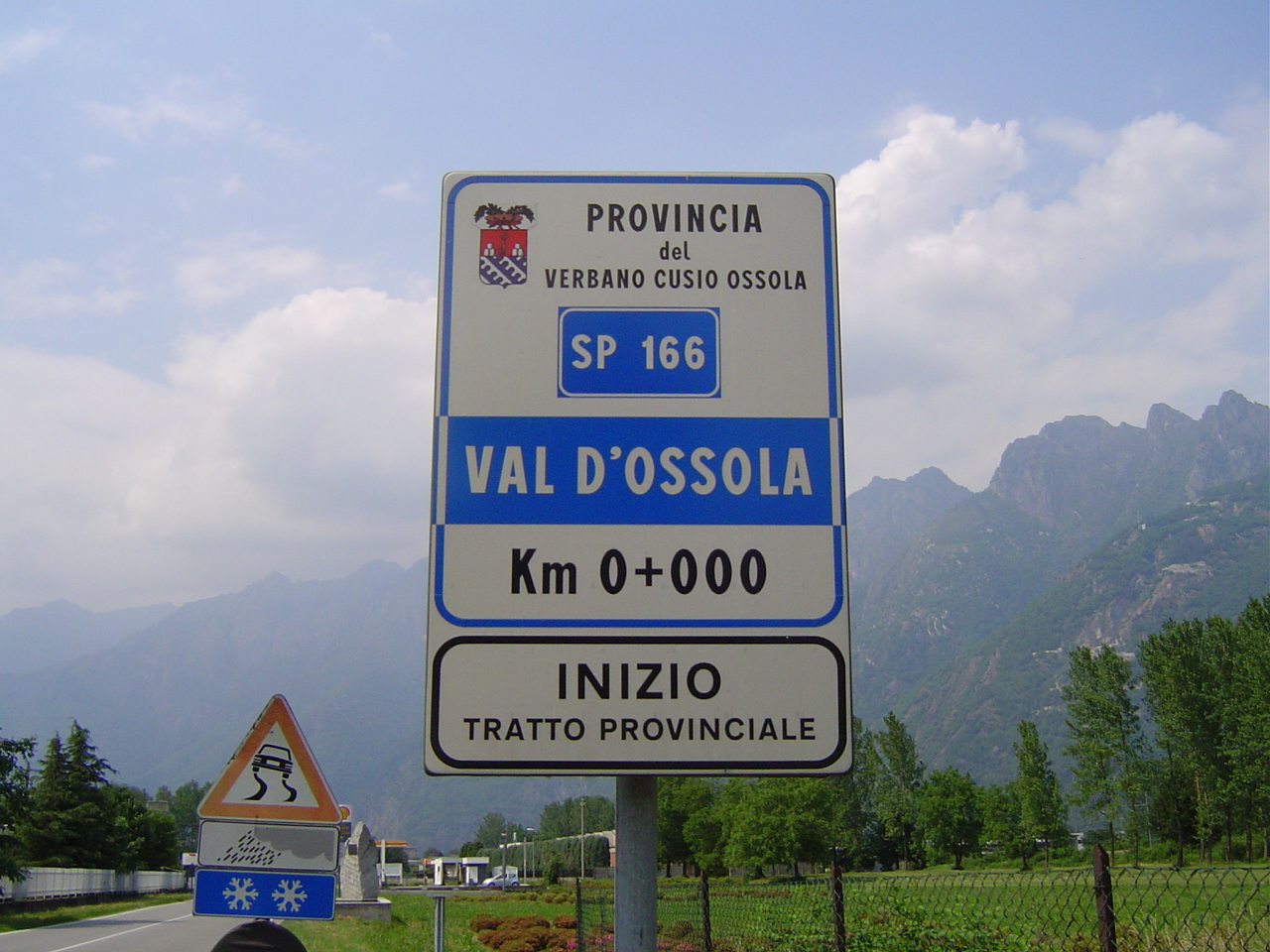
Il cartello indicante l'inizio della SP 166, nel comune di Ornavasso.

## Percorso
Ha inizio poco prima dell'abitato di Ornavasso presso uscita dell'autostrada A26 (provenendo da sud) e, dopo averlo attraversato, si dirige verso nord su un tipico percorso di pianura; superata la frazione di Migiandone, varca il fiume Toce e tocca Cuzzago, Premosello-Chiovenda e Vogogna, dopo il quale varca nuovamente il Toce per tornare sull'altra sponda; qui, diparte la ex strada statale 549 di Macugnaga, che porta nella valle Anzasca.
Toccata la periferia di Piedimulera, la strada attraversa Pallanzeno e Villadossola. Dopo qualche chilometro, entra nel capoluogo ossolano (Domodossola) e lo attraversa per intero uscendo a nord dell'abitato; tocca poi Crevoladossola e, giunta quindi nel territorio comunale di Varzo, si immette sulla strada statale 33 del Sempione.
Il tratto è stato dismesso dall'ANAS dopo l'apertura della nuova superstrada da Ornavasso all'inizio del territorio comunale di Varzo, avvenuta nel 1985. La gestione è stata presa dalla Provincia di Novara e, dal 1994, dalla nuova Provincia del Verbano-Cusio-Ossola, che l'ha classificata con il nuovo nome di strada provinciale 166 della Val d'Ossola.
La sua lunghezza è di 32,540 km; conserva sul tracciato alcune pietre miliari della SS 33.